# Kirchenruine Rafingsberg

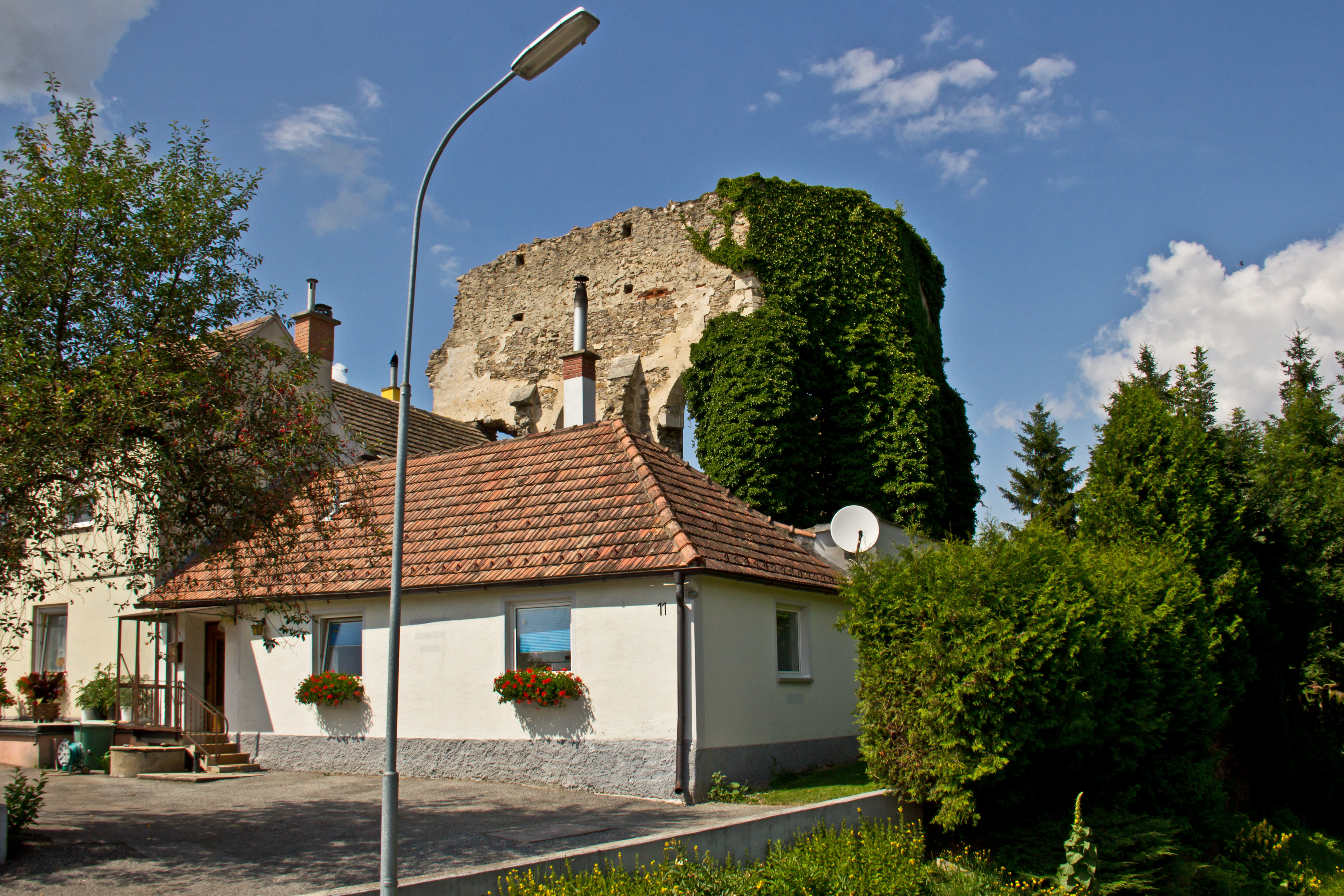
Kirchenruine ehemalige Wallfahrtskirche Maria Rafingsberg (im Hintergrund)

Die Kirchenruine Rafingsberg (Sieben Schmerzen Mariae) und ehemalige Wallfahrtskirche Maria Rafingsberg steht in Rafingsberg in der Marktgemeinde Windigsteig im Bezirk Waidhofen an der Thaya in Niederösterreich. Die Ruine steht unter Denkmalschutz (Listeneintrag).

## Geschichte
„Was Menschenhände einst mühsam aufrichteten, das haben andere Menschenhände abgetragen. Einzig dasjenige, so unerreichbar dem Menschen, ist der Stelle geblieben - der Schauer der Erinnerung.“

Einst, vor der Wallfahrtskirche, sollen Kelten eine Opferstätte, im Bereich des dann darüber aufgesetzten Altars, innegehabt haben.
Um 1454 errichteten Waidhofner Bürger auf dem Rafingsberg, westlich von Rafings, eine Kapelle. Um 1490 dürfte an die ursprüngliche Kapelle ein Langhaus angebaut wurden sein, worauf der Weihbischof von Passau 1494 Chor, Langhaus und 3 Altäre weihte. Das Kirchlein gehörte zur Pfarrkirche Windigsteig, eine von den Zisterziensermönchen aus Stift Zwettl einverleibte Pfarre. Durch die Errichtung einer Bruderschaft 1509 zu den Sieben Schmerzen Mariae und den damit verbundenen Eingängen an Opfern war es möglich, die Kirche immer mehr zu erweitern.
Ende des 16. Jahrhunderts und in der ersten Hälfte des 17. Jahrhunderts stand Maria Rafings im Banne der Reformation. Zu ihren Anhängern zählten vor allem Adelige, die sich dadurch in den Besitz der Kirchengüter zu setzen hofften. Die Herrschaften von Meires und später von Schwarzenau betrachteten sich als die rechtmäßigen Besitzer der aufstrebenden Wallfahrtskirche, deshalb forderten sie vehement von den Äbten aus Stift Zwettl das alleinige Verfügungsrecht über das Kircheneinkommen. Eine Kommission beendete schließlich 1652 durch einen Ausgleich diesen Streit. Nun konnten die Katholiken wieder unbehelligt in Prozessionen den Rafingsberg besuchen.
Als dann Ende des 17. Jahrhunderts die Wallfahrten wieder aufkamen, konnten Abt Bernhard von Zwettl einen Vergrößerungsbau der Kirche in Angriff nehmen. An den alten Chor wurde ein Schiff nach dem Muster der Schottenkirche in Wien mit Fassadentürmen angebaut, was in 5 Jahren vollendet wurde. Die Mithilfe am Bau durch die Bewohner der Umgebung war einzigartig. Die Bevölkerung brach selbst Steine, fällte Bäume und brachte das Material unentgeltlich herbei. Trotz der eifrigen Mitarbeit durch die Bevölkerung kostete der Bau 5000 Gulden. (Anm. etwa 5000 Gulden C.M. um 1820 entsprechen etwa heute 100.018,90 Euro)
1670 weihte der Weihbischof von Passau die Kirche mit sechs Altären. Später wurde die Kirche gepflastert, eine Ringmauer aufgezogen und kunstvolle Malereien angebracht. Im 18. Jahrhundert hatte die Kirche bereits acht Altäre.
In einer Originalbeschreibung wird berichtet:

„Die Kirche gleicht einer Domkirche, und viele Städte und Märkte wären froh, ein solches Gotteshaus zu besitzen. Sie ist sehr solide gebaut, im Inneren 16 Klafter lang, 10 Klafter breit und ebenso hoch, stark gewölbt, besitzt an beiden Seiten Gänge. Die Kirche ist weithin sichtbar. An die Kirche ist ein Pfarrhof und eine Schule angeschlossen.“

Die Zahl der Wallfahrer betrug zu dieser Zeit ca. 35.000 Pilger pro Jahr. Aus Dörfern, Märkten und Städten der näheren und weiteren Umgebung, ja sogar aus Böhmen und Mähren kamen alljährlich viele Prozessionen in Begleitung ihrer Seelsorger. Die bedeutendste war die aus Waidhofen an der Thaya, welche jährlich im Oktober am Kirchweihfeste nach Rafings kam. Auf dem Weg beteten sie an den Kreuzwegstationen. welche von den Waidhofner Kapuzinern errichtet wurden, den Kreuzweg.
Die Aufschreibungen im Gottesdienstbuch reichen bis zum Jahr 1780. In dieser Zeit trat Kaiser Josef II., Sohn von Maria Theresia, die Regierung an. Sein volkswirtschaftliches Nützlichkeitsdenken lehnte Wallfahrten und kirchliches Brauchtum ab, weil er vieles, was den Menschen damals als unverzichtbarer Bestandteil ihres Lebens erschien, als Verschwendung von Zeit ansah. Durch eine Verordnung des Kaisers, wonach alle Filialkirchen zu sperren seien, war auch das Todesurteil über Maria Rafings gesprochen. Die Kirche wurde zwar nicht sofort gesperrt, doch mussten auf Anordnung der Landesregierung das Gnadenbild, der Hochaltar, ein Nebenaltar und die Kanzel in die Pfarrkirche Windigsteig gebracht werden. Dort können genannte Gegenstände auch noch heute bewundert werden. Die Entweihung der Kirche erfolgte 1792. Das Gebäude soll um 5 Gulden verkauft worden sein. Die Kirche wurde hierauf abgebrochen.
Heute erinnern noch Überreste der Chormauern an diese Wallfahrtskirche. Um 1950 errichteten zahlreiche Marienverehrer und gläubige Menschen eine schlichte Holzkapelle innerhalb der Kirchenruine. Die Holzkapelle wurde 1989 durch eine kleine Wallfahrtskapelle am Ortseingang von Rafingsberg ersetzt. Im Zentrum der Kapelle befindet sich eine Kopie des originalen Marienbildes der ehemaligen Wallfahrtskirche. Bemerkenswert ist die beidseitige Bemalung.

## Architektur
Eine gotische Chorruine ist erhalten. Mit den Mauerresten wurden unter anderem die noch vorhandenen Häuser sowie das Hotel Haberl, auf den nun existenten Raiffeisengründen in Waidhofen an der Thaya, verbaut. Das Hotel wurde jedoch auch schon abgerissen.